# Lolo Gilete
Der Lolo Gilete (kurz Gilete) ist ein osttimoresischer Berg im Verwaltungsamt Bobonaro (Gemeinde Bobonaro). Er hat eine Höhe von 951 m und liegt im Zentrum des Sucos Tebabui, in der Aldeia Atupae. Er ist der Höchste von drei Gipfeln, die im Zentrum des Sucos Tebabui liegen. Westlich befindet sich der Lolo Bugaslau (920 m). Südlich fließt der Babalai, ein Nebenfluss des Marobo.